# Garfield
Garfield er en tegneserie om den lasagne-elskende kat Garfield, hunden Futte (orig. Odie) og deres ejer Harald Jensen (orig. Jon Arbuckle).
Serien er tegnet og skrevet af Jim Davis og blev første gang trykt 19. juni 1978. Serien produceres stadig i 2019.
Garfield har også medvirket i film og computerspil.
Garfield hed i begyndelsen Herman i Danmark. Man ændrede dog hurtigt navnet til det oprindelige. Da nogle af de første striber, der havde været i aviser og blade, blev samlet i albums, var navnet ændret i taleboblerne. Dog har Signe mindst én gang kaldt ham Herman efter ændringen.

## Personer

### Garfield
Garfield er doven og meget overvægtig. Han er født på en italiensk restaurant, men hans ejer måtte skille sig af med ham fordi han åd af råvarerne. Han blev kort efter købt af Harald. Han hader slankekure, motion og mandage. Hans yndlingsbeskæftigelse er at: spise, sove, drikke kaffe, stjæle mad fra Harald og ødelægge hans ting, sparke til Futte og smække edderkopper med avisen. Garfield spiser alt undtagen rosiner, spinat, ansjoser og oliven, mens hans yndlingsret er lasagne. Han er orange med sorte striber og har store, dovne øjne.

### Harald
På engelsk: Jon Arbuckle.
Harald er meget nørdet og elsker mærkeligt tøj. Han har prøvet desperat at få en kæreste lige siden seriens begyndelse, men det mislykkes tit på grund af hans mærkelige fritidsinteresser, eller fordi Garfield ødelægger det. Harald har lagt an på den smukke dyrlæge Lisbeth (org. Liz). Hun har dog blankt afvist alle hans tilnærmelser, hvilket der kommer en del komiske situationer ud af. Dog, efter den første Garfield-film er Lisbeth pludselig blevet kæreste med Harald. I 2006 startede en række striber fra onsdag den 17. juli, hvor Harald inviterer en anden kvinde (på engelsk kaldet Ellen) ud, og de går efterfølgende på restaurant, hvor Harald i striben fra lørdag den 22. juli ser Lisbeth være sammen med en anden mand. Hun erklærer siden sin interesse for Harald, og fredag den 28. juli kysser de to hinanden og har siden da været kærester.
Harald prøver også tit at få Garfield til at opføre sig som en normal kat, ved at prøve at give ham garnnøgler og gummimus, men uden held.

### Futte
På engelsk: Odie.
Futte er ikke særlig klog, han står tit og stirrer dumt ud i luften med tungen langt ud af munden, imens han savler. Han bliver tit sparket af Garfield, som også stjæler hans mad, men det omvendte kan også ske.

### Lisbeth
Lisbeth, kaldet Liz, er Haralds "nogle gange kæreste" og Garfields dyrlæge. Harald aftaler nogle gange med Garfield, at han skal hoste med vilje, så han kan komme hen til dyrlægen, hvor Liz arbejder, så Harald kan komme tættere på hende.

### Signe
På engelsk: Arlene.
Signe er en hunkat som har et "on'n'off" forhold med Garfield, men problemet er, at Signe ikke kan lide Garfield.

### Bettemus
På engelsk: Nermal.
Bettemus er en killing, som alle, undtagen Garfield, synes er vildt nuttet.
Bettemus dukker med jævne mellemrum op for at drille Garfield, primært ved at nævne Garfields fedme og alder. Dette resulterer ofte i, at Garfield sender Bettemus til Abu Dhabi.

## Album og bøger
Album:
- Garfield 1: Garfield – den lede hankat
- Garfield 2: Garfield elsker alle – slags lasagne, naturligvis!
- Garfield 3: Garfield overgi'r sig aldrig
- Garfield 4: Garfield vender frygteligt tilbage
- Garfield 5: Kalorier er bedre end fast arbejde
- Garfield 6: Garfield gør en god gerning!
- Garfield 7: Midnatsluskeren
- Garfield 8: Gør det igen, Futte!
- Garfield 9: Garfields Niende
- Garfield 10: Surt show!
- Garfield 11: Garfields 10. år.
- Garfield 12: Garfield træder i spinaten
- Garfield 13: Ulykkesfuglen
- Garfield 14: Garfield rabler videre
- Garfield 15: Garfield løber panden mod muren
- Garfield 16: Se min smukke navle
- Garfield 17: Alias Al Catpote
- Garfield 18: Garfield hænger i
- Garfield 19: Kan du gætte hvem jeg er?
- Garfield 20: Lige i øjet!
- Garfield 21: Garfield flader ud
- Garfield 22: Kælekatten
- Garfield 23: Tango for to
- Garfield 24: Fyrig, fed og ferieklar
- Garfield 25: Garfield går på med krum hals
- Garfield 26: Med hånden på hjertet
- Garfield 27: Det er tanken der tæller
- Garfield 28: Garfields 20. år.
- Garfield 29: Alle mavekneb gælder
- Garfield 30: Der er altid plads til en til
- Garfield 31: Garfield nyder udsigten
- Garfield 32: Kattens kværn!
- Garfield 33: Kattevagten
- Garfield 34: Fint skal det være
- Garfield 35: Picatto
- Garfield 36: Mandag igen!
- Garfield 37: Kogebøger ligger godt i maven
- Garfield 38: Snehunden glammer
- Garfield 39: Smil!
- Garfield 40: Garfield dyrker redskabsgymnastik
- Garfield 41: Garfield giver piben en anden lyd
- Garfield 42: Fart over feltet
- Garfield 43: I glas og ramme
- Garfield 44: Holder tungen lige i munden
- Garfield 45: Dinner transportable

Farvealbum:
- Garfield 1 : Gi'r verden kulør
- Garfield 2 : I farverne
- Garfield 3 : Ej blåt til lyst
- Garfield 4 : Farver for og farver bag
- Garfield 5 : Maler byen rød
- Garfield 6 : Flere farver til alle
- Garfield 7 : Drøn på farverne
- Garfield 8 : Fest og farver
- Garfield 9 : Blå mandag
- Garfield 10 : Hvide løgne varer længst
- Garfield 11 : Gør sine hoser grønne
- Garfield 12 : Den knaldgule pirat
- Garfield 13 : Rent og skært blålys
- Garfield 14 : Kolorit på hverdagen
- Garfield 15 : Guld og grønne skove
- Garfield 16 : Kulørt kogevask
- Garfield 17 : En kat ser rødt
- Garfield 18 : På bølgen blå
- Garfield 19 : Den røde tråd
- Garfield 20 : Det Kulørte Udvalg
- Garfield 21 : På stjernetæpper lyseblå

Garfield-bøger:
- Garfield: Skal det være os...
- Garfield: Er jeg ikke kær...
- Garfield: Overkatten og undermåleren

Garfield-TV-bøger:
- Garfield i kassen
- Garfield i byen
- Garfield i vildnisset
- Garfield som sørøver
- Garfield på vulkaner

Garfield special:
- Garfields store 20-års fødselsdagsbog

Garfield læs selv-bøger:
- Den mystiske mumie
- Garfield og monsterlæreren

## Film
- Garfield: The Movie
- Garfield: A Tail of Two Kitties
- Garfield: As him himself
- Garfield Gets Real

## Computerspil
Commodore 64:
- Create With Garfield
- Garfield: Big, Fat, Hairy Deal
- Garfield: Winther's Tale

Game Gear:
- Garfield: Caught in the Act

Nintendo Entertainment System:
- Garfield no Isshukan (Japansk)

Sega Mega Drive:
- Garfield: Caught in the Act

Gameboy Advance:
- Garfield: The Search For Pooky
- Garfield and His Nine Lives

Nintendo DS:
- Garfield: Tale of Two Kitties
- Garfields Nightmare

Playstation 2:
- Garfield: Saving Arleene
- Garfield: Tale of Two Kitties

PC:
- Garfield: Caught in the Act
- Garfield: Tale of Two Kitties
- Garfield: Toons

## Animation (The Garfield Show)
Den animerede version af Garfield, The Garfield Show, kan ses på Cartoon Network, Brunos Kloshow på DR1 og på Netflix.

### Danske Stemmer
- Thomas Mørk – Bettemus
- Josephine Philips – Camilla
- Josephine Philips – Caroline
- Vibeke Dueholm – Erna Skohorn
- Troells Walther Toya – Fortæller
- Torben Zeller – Garfield
- Johannes Lassen – Harald Jensen
- Thomas Mørk – Herman
- Jan Tellefsen – Ib
- Vibeke Dueholm – Karen Margrethe
- Joy-Maria Frederiksen – Lisbeth
- Nikolaj Bjørn-Andersen – Piv
- Lars Thiesgaard – Rotling
- Chresten Speggers Simonsen – Sesam
- Thomas Mørk – Vito
- Chresten Speggers Simonsen
- Jan Tellefsen
- Josephine Philips
- Joy-Maria Frederiksen
- Julie Lund
- Lars Thiesgaard
- Nikolaj Bjørn-Andersen
- Troells Walther Toya
- Vibeke Dueholm